# Havøysund
Havøysund este o localitate din comuna Måsøy, provincia Finnmark, Norvegia, cu o suprafață de 0,64 km² și o populație de 1.003 locuitori (2013).